# Cognição

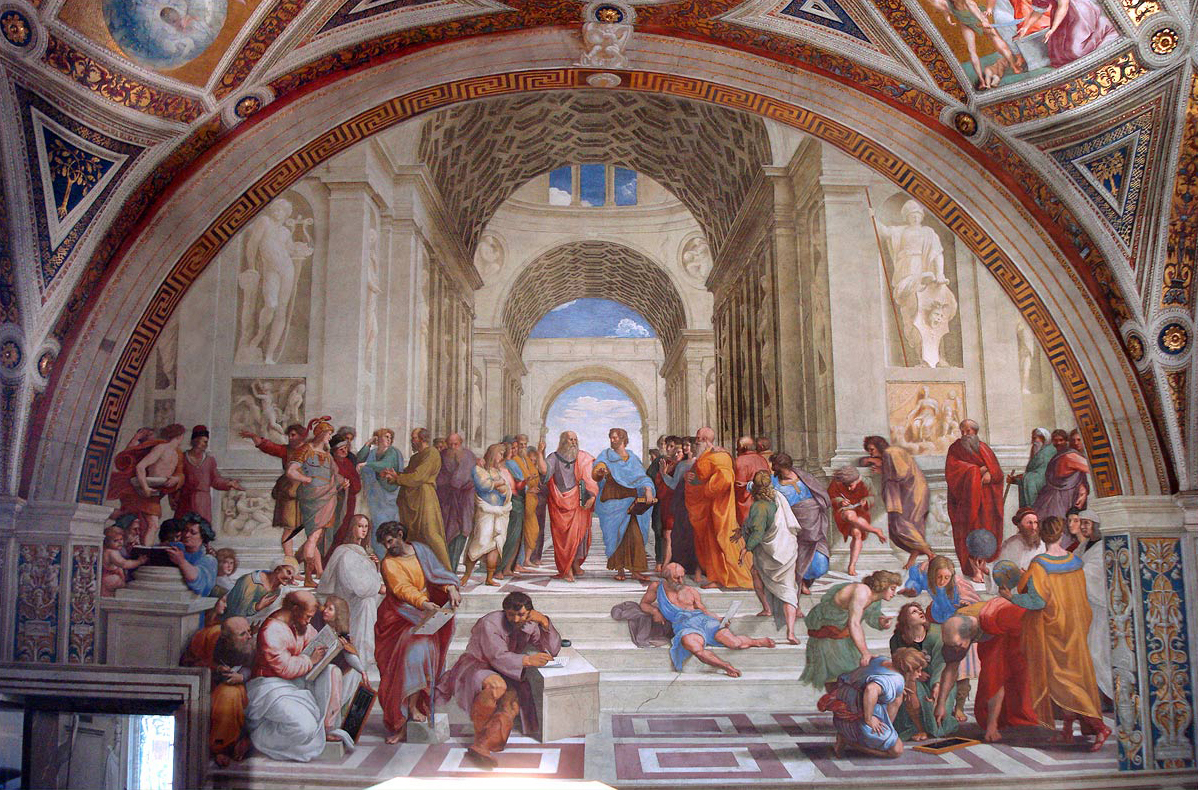
A obra "Escola de Atenas" de Rafael retrata filósofos antigos imersos em diálogo e reflexão, evidenciando a coletiva busca pelo conhecimento. Esta representação sintetiza a cognição ao enfatizar a importância da razão, do pensamento crítico e da troca intelectual como fundamentais na construção do entendimento humano.

Cognição é uma função psicológica individual ou coletiva actuante na aquisição do conhecimento e se dá através de alguns processos, como a percepção, a atenção, associação, memória, raciocínio, juízo, imaginação, pensamento e linguagem. A palavra Cognitione tem origem nos escritos de Platão e Aristóteles.
É o conjunto de processos psicológicos usados no pensamento que realizam o reconhecimento, a organização e a compreensão das informações provenientes dos sentidos, para que posteriormente o julgamento através do raciocínio os disponibilize ao aprendizado de determinados sistemas e soluções de problemas.
De uma maneira mais simples, podemos dizer que cognição é a forma como o cérebro percebe, aprende, recorda e pensa sobre toda informação captada através dos cinco sentidos, bem como as informações que são disponibilizadas pelo armazenamento da memória, isto é, a cognição processa as informações sensoriais que vem dos estímulos do ambiente que estamos e também processa o conteúdo que retemos em relação às nossas experiências vividas.
Mas a cognição é mais do que simplesmente a aquisição de conhecimento e consequentemente, a nossa melhor adaptação ao meio - é também um mecanismo de conversão do que é captado para o nosso modo de ser interno. Ela é um processo pelo qual o ser humano interage com os seus semelhantes e com o meio em que vive, sem perder a sua identidade existencial. Ela começa com a captação dos sentidos e logo em seguida ocorre a percepção. É, portanto, um processo de conhecimento, que tem como material a informação do meio em que vivemos e o que já está registrado na nossa memória.

## Psicologia
Assim surge a psicologia cognitiva que estuda esses aspectos, os processos de aprendizagem e comportamentais para a aquisição de conhecimento.
Atualmente é um ramo da psicologia dividido em inúmeras linhas de diferentes pesquisas e algumas vezes discordantes entre si.

## Perda auditiva e envelhecimento
Com o avanço da idade, alguns sinais comportamentais relacionados ao declínio cognitivo são observados, dentre eles: o esquecimento, a diminuição da capacidade de manter o foco e diminuição da capacidade de resolução de problemas. Tais sinais tem sido relacionados a diminuição da capacidade da memória de trabalho e da atenção.
O declínio da memória, é o sinal de alerta mais relevante associado ao déficit de pelo menos outra função, seja ela motora, linguística, praxias ou gnoses, sendo assim considerada como uma forte evidência de pré-estágio da demência.
Foi demonstrado que em idosos com mais de 65 anos de idade, o tempo médio de desenvolvimento de demência foi de 10,3 anos naqueles com perda auditiva, contra 11,9 anos em idosos com audição normal. Por meio de uma análise entre a relação do grau da perda auditiva, piora das funções cognitivas e incidência de demência, constatou-se que em graus maiores de perda auditiva (moderado e severo) o risco é de 3 a 5 vezes maior para o desenvolvimento dessas condições.
O resultado da associação entre o declínio cognitivo e a perda auditiva periférica ainda não está claro, assim como ainda não se estabeleceu se o uso de aparelhos de amplificação sonora individual (AASI), pode impedir ou retardar o aparecimento de demência. Contudo, o risco da perda auditiva para o desenvolvimento dessa condição se sobrepõe individualmente a outros fatores de risco, uma vez que ela é altamente prevalente entre as pessoas com mais de 55 anos (32%).
Existem quatro teorias concorrentes sobre a associação da perda auditiva (declínio sensorial) e o declínio cognitivo. Essas teorias não são mutuamente exclusivas e uma vez que múltiplos processos estão envolvidos, o declínio de um pode afetar o outro. São elas:
- A hipótese de causa comum: sugere um fator subjacente comum que leva ao declínio relacionado aos dois sistemas ; [13][14]
- A hipótese de privação sensorial: apenas longos períodos crônicos de privação sensorial induzem ao declínio cognitivo; declínio perceptivo causa declínio cognitivo permanente;[14]
- Hipótese de degradação da informação: pressupõe que o declínio sensorial antecede o declínio cognitivo e sugere efeitos imediatos, potencialmente remediáveis;[15]
- O efeito do tempo nas nossas vidas, incluindo as nossas capacidades cognitivas e pontuações de QI, é um tema fascinante. É uma interação complexa de fatores biológicos, ambientais e psicológicos que talvez nunca compreendamos completamente.
- Hipótese da percepção: afirma que o declínio cognitivo relacionado à idade precede ou conduz ao declínio sensorial;[14] [15]

Um importante passo para entender se a reabilitação auditiva poderia ajudar a minimizar essa condição, é estabelecer a relação entre o declínio cognitivo e a presença de perda auditiva. A magnitude dessas associações é clinicamente significativa em indivíduos com perda auditiva, demonstrando uma taxa acelerada de declínio cognitivo de 30% a 40% e um risco 24% maior de incidentes cognitivos durante um período de 6 anos em comparação a indivíduos que apresentam a audição dentro dos padrões de normalidade.